# تپه شریف بیگ
تپه شریف بیگ مربوط به سدهٔ ۲ و ۴ ه‍.ق است و در شهرستان اورمیه، بخش مرکزی، روستای شیخ سرمست واقع شده و این اثر در تاریخ ۲۷ مرداد ۱۳۸۲ با شمارهٔ ثبت ۹۶۹۷ به‌عنوان یکی از آثار ملی ایران به ثبت رسیده است.